# Bosko's Fox Hunt
Pour plus de détails, voir Fiche technique et Distribution.
Bosko's Fox Hunt est un dessin animé de la Warner Bros. Pictures, dans la série des Bosko (Looney Tunes), sorti en 1931.
Il a été réalisé par Hugh Harman et produit par Hugh Harman et Rudolf Ising. De plus, Leon Schlesinger est crédité comme producteur associé.

## Synopsis
Bosko participe à une chasse au renard.

## Fiche technique
- Titre original : Bosko's Fox Hunt
- Réalisation : Hugh Harman
- Producteurs : Hugh Harman, Rudolf Ising et Leon Schlesinger
- Musique : Frank Marsales
- Production : Leon Schlesinger Studios
- Distribution : Warner Bros. Pictures
- Durée : 7 minutes
- Format : noir et blanc - mono
- Langue : anglais
- Pays : États-Unis
- Date de sortie :  États-Unis : 12 décembre 1931
- Genre : Dessin-animé
- Licence : domaine public[1]